# Zisterzienserinnenabtei La Ramée

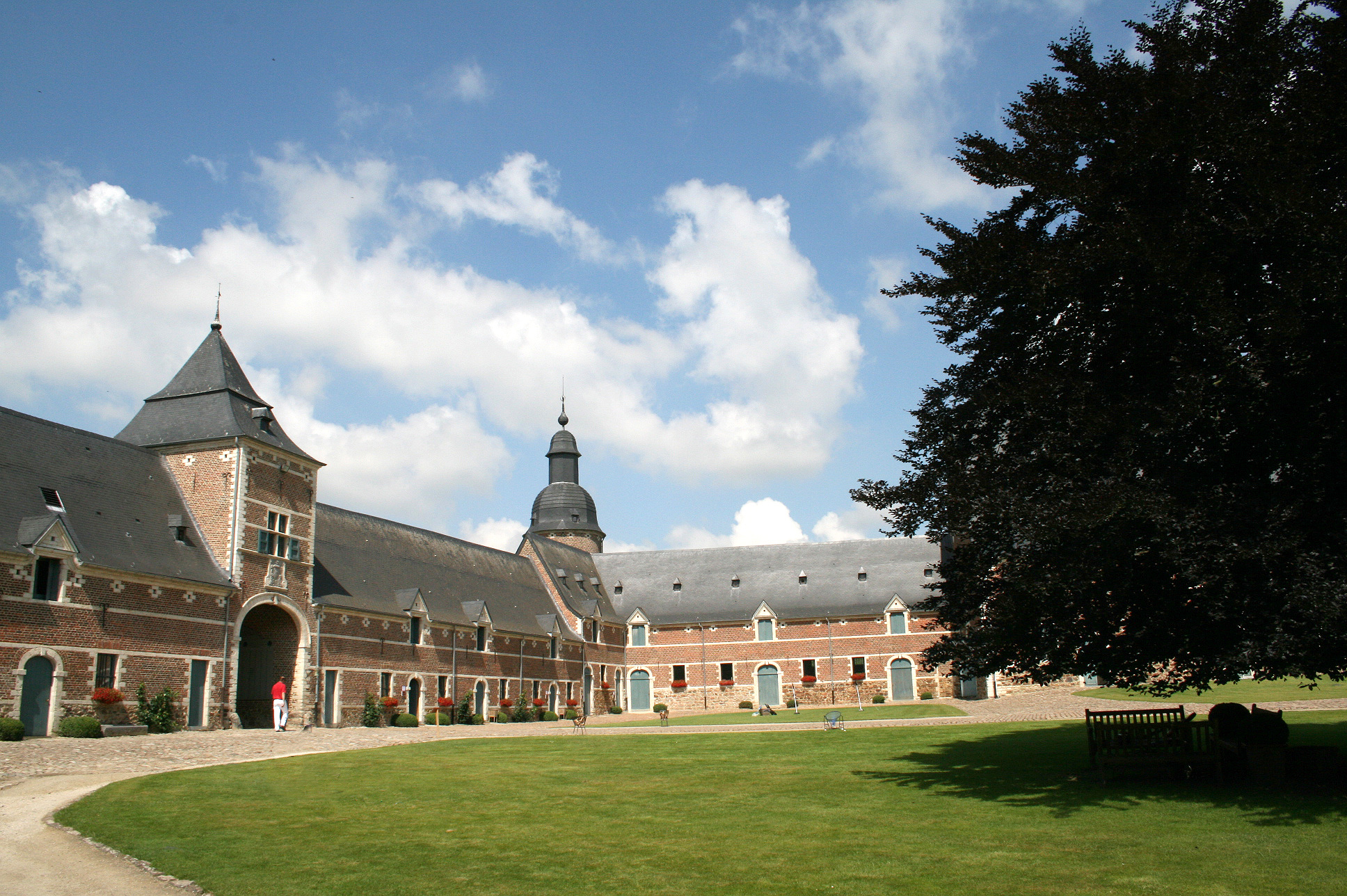
Klosterhof

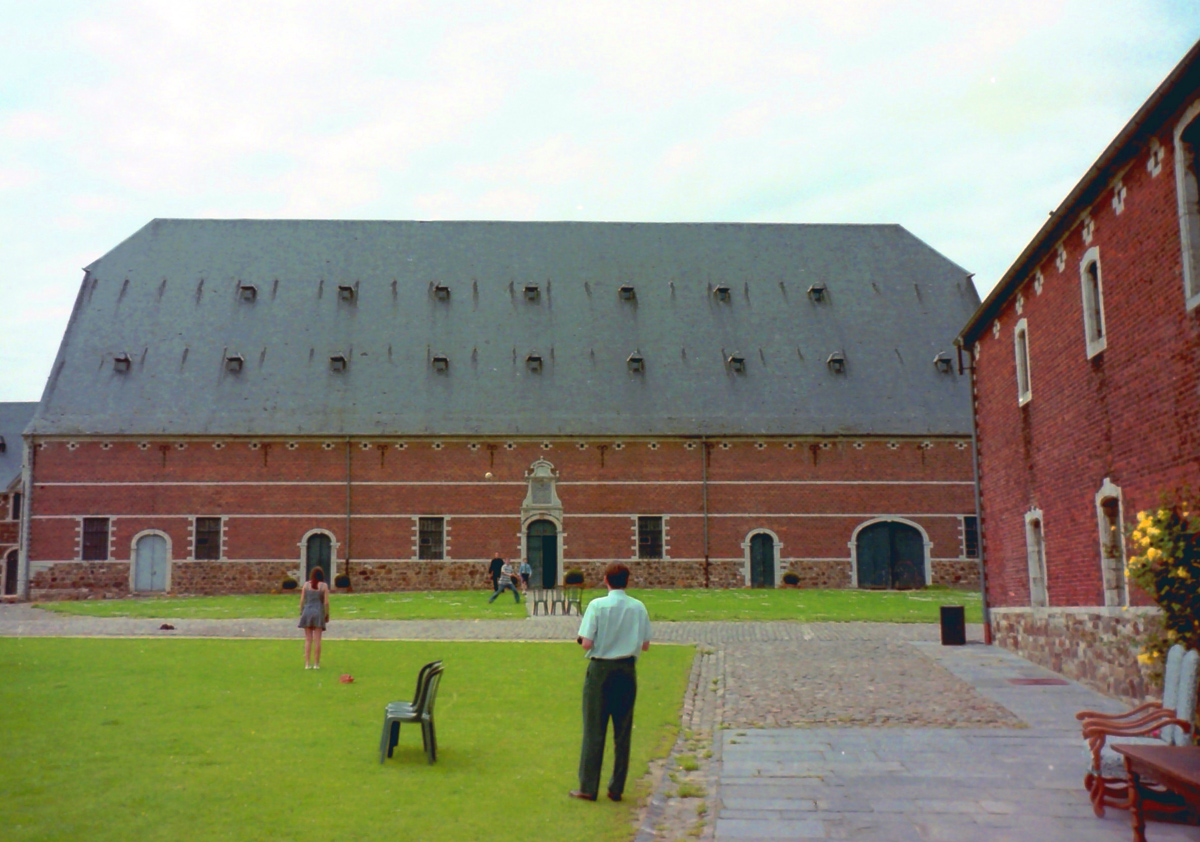
Grange (Scheune)

Die Zisterzienserinnenabtei La Ramée war von 1215 bis 1796 ein Kloster der Zisterzienserinnen in Jauchelette, Jodoigne, Provinz Wallonisch-Brabant, in Belgien.

## Geschichte
1215 wurde am Fluss Grote Gete in Jauchelette, 16 Kilometer östlich Wavre, das Zisterzienserinnenkloster La Ramée (das seit 1207 in Kerkom, heute: Boutersem, existierte) neu gegründet. Im Zuge des Vordringens der Französischen Revolution wurde es 1796 geschlossen und abgerissen. Intakt ist der Gutshof, der seit 1980 unter Denkmalschutz steht, restauriert wurde und seit 2008 für Firmenveranstaltungen genutzt wird. Prachtstück der zum „Patrimoine monumental exceptionnel de Wallonie“ gehörenden Anlage ist eine gewaltige Scheune aus dem frühen 18. Jahrhundert mit dem größten Schieferdach Europas und dem bedeutendsten hölzernen Dachstuhl Belgiens. Eine weitere Besonderheit ist das „Fruiticum“, ein musealer Obstgarten. „La Ramée“ wird zudem als Markenname für Bier und Käse verwendet.

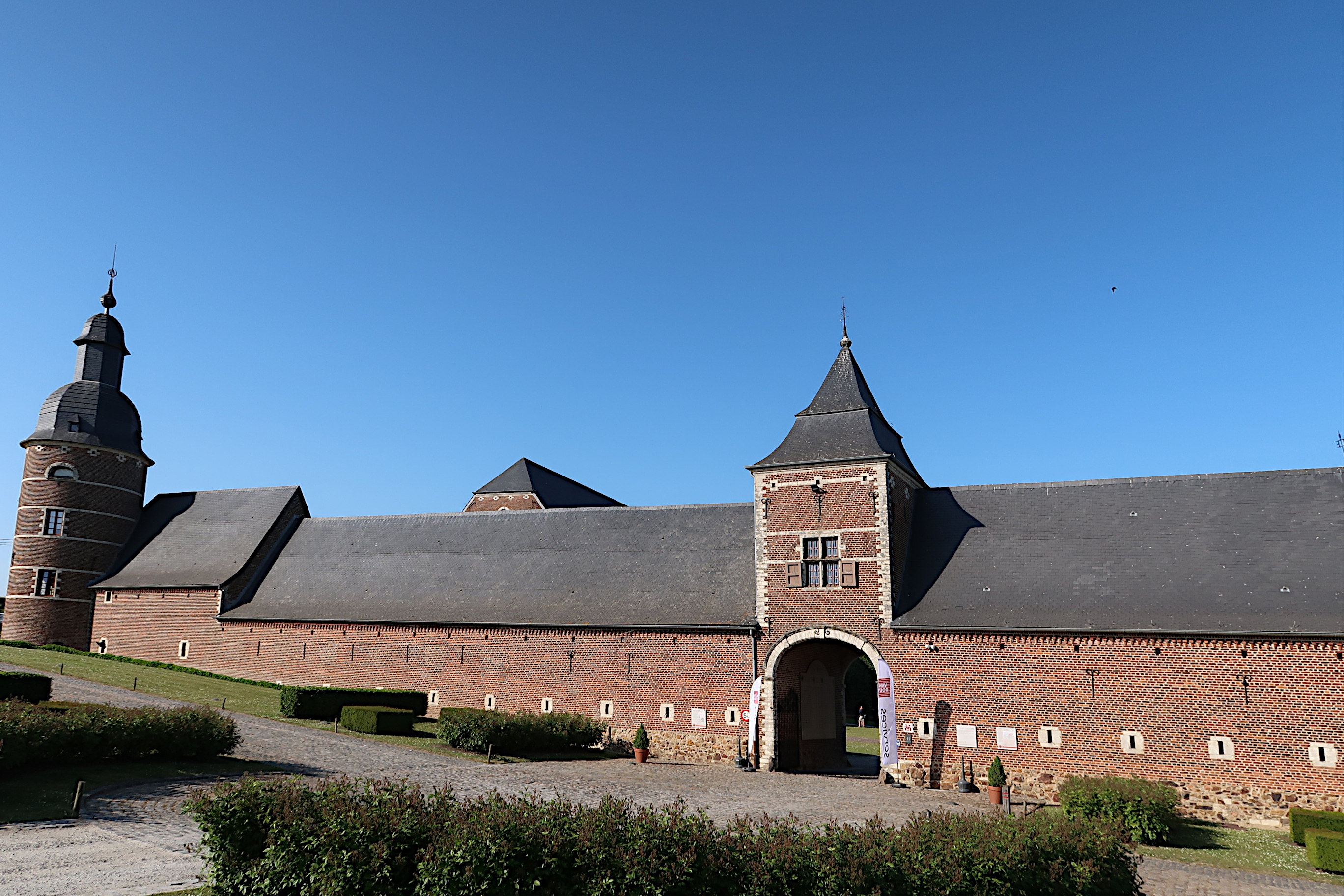
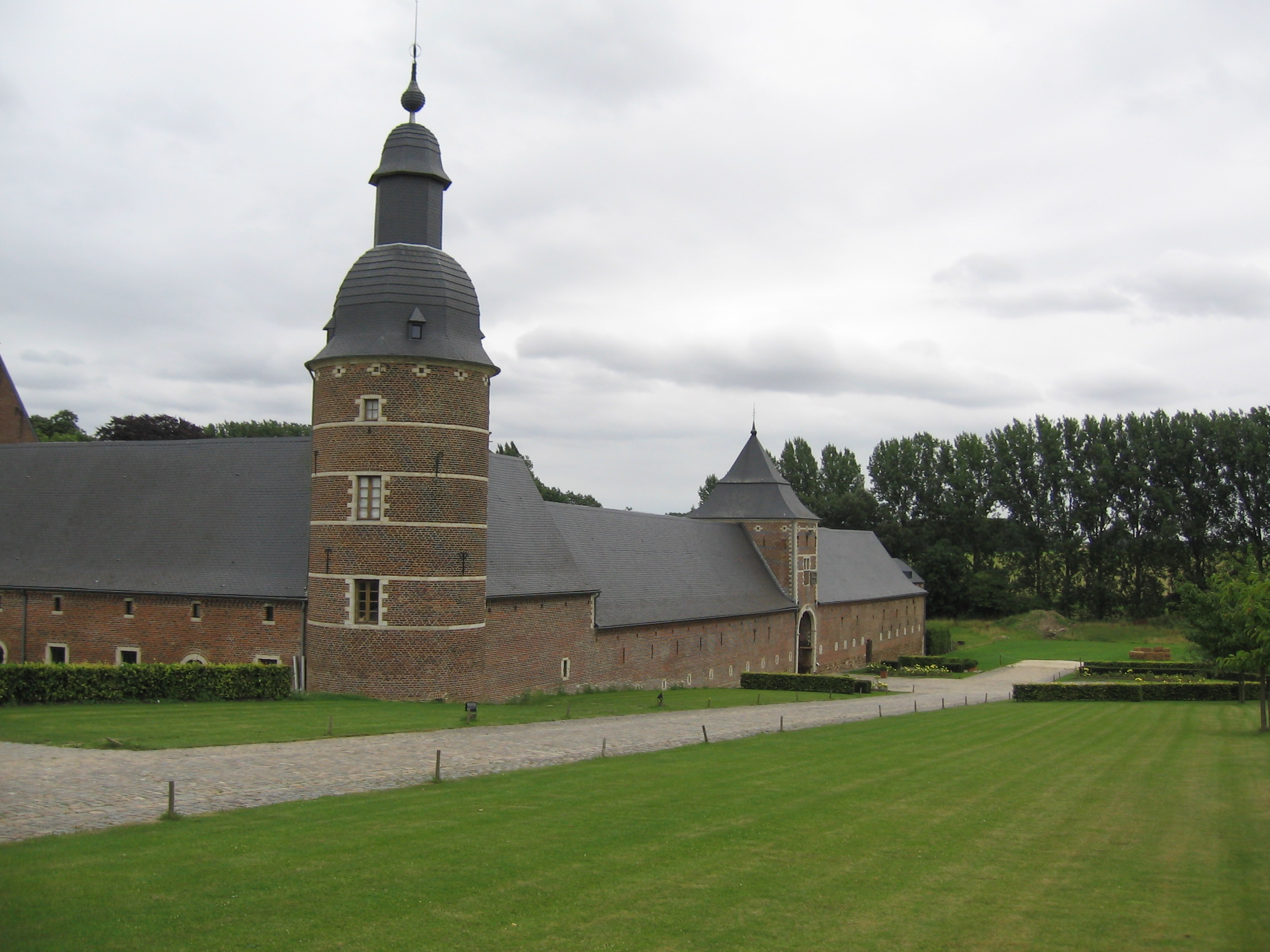
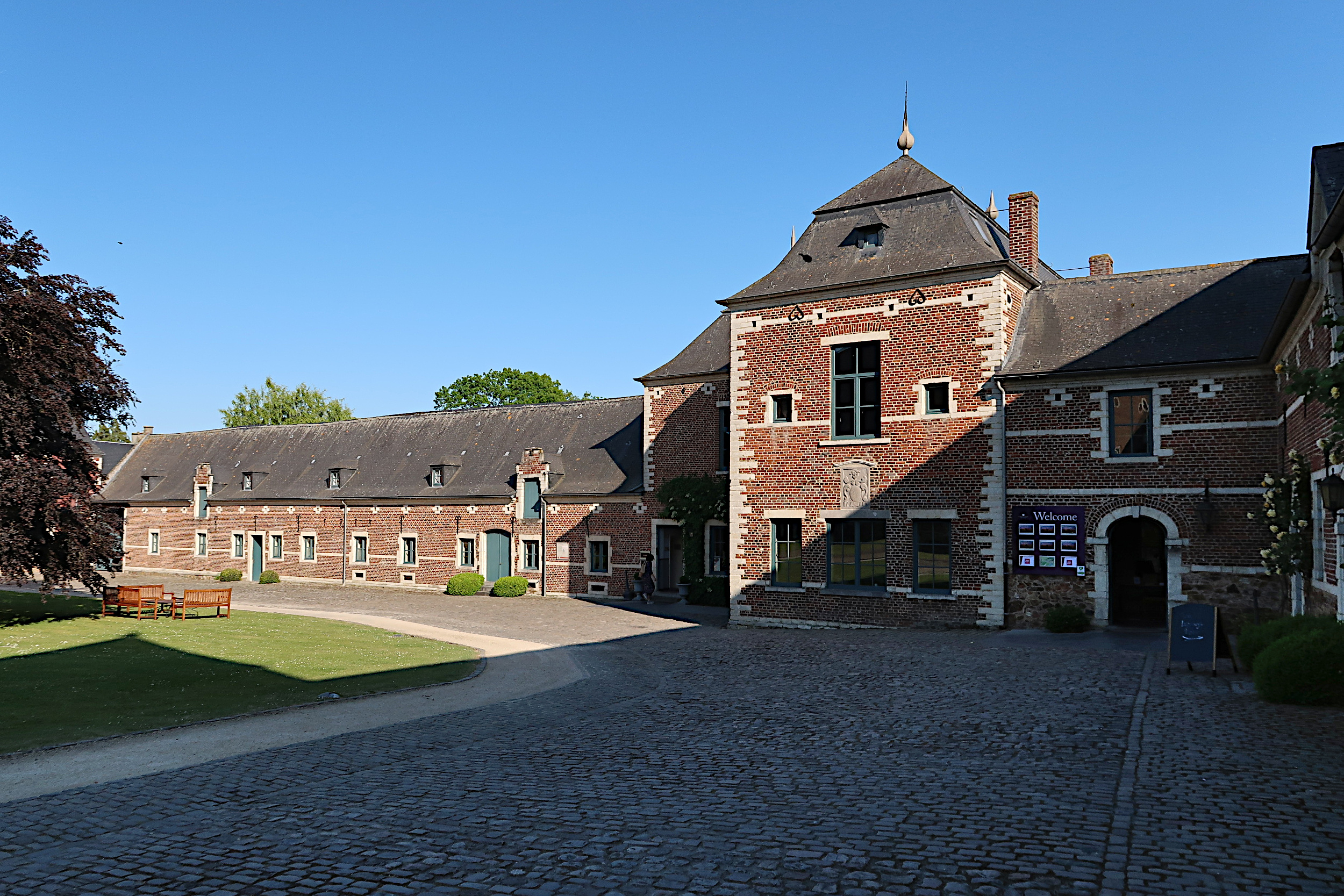